# Королівська змія преріїв
Королівська змія преріїв (Lampropeltis calligaster) — неотруйна змія з роду королівських змій родини Вужеві. Має 3 підвиди. Інша назва «кротова змія».

## Опис
Загальна довжина досягає 0,75—1 м. Голова стиснута з боків, трохи витягнута. Очі великі. Тулуб стрункий та масивний. Забарвлення коливається від палевого до коричневого з темно-коричневими або червоними прямокутними поперечними плямами. Молоді особини мають більш контрасні кольори з темними плямами на світлому, рожевому тлі. Черево жовтувате з чорними прямокутними поперечними плямами. Зустрічаються альбіноси, які забарвлені у рожеві та червоні тони, без домішки чорного та коричневого.

## Спосіб життя
Полюбляє посушливі біотопи: прерії, рідколісся, чагарникові пустища, лісові галявини. Значну частину життя проводить під землею, де риє довгі ходи. На поверхні цю змію можна зустріти нечасто. Зазвичай селиться неподалік від постійних водойм. Харчується гризунами, жабами, птахами та іншими зміями.
Це яйцекладна змія. Самиця відкладає до 12 яєць.

## Розповсюдження
Мешкає у центральних та південно-східних районах США: від Техасу до північної Кароліни та Флориди.